# Белое Озеро (Челябинская область)
Бе́лое О́зеро — посёлок в Кыштымском городском округе Челябинской области России.

## География
Расположен на южном берегу небольшого Белого озера. Расстояние до центра городского округа Кыштыма 19 км. Недалеко от посёлка расположено Новокыштымское водохранилище. В 2 км к востоку протекает река Косая, в 4-5 км к юго-востоку находится озеро Увильды. Поселок связан грунтовыми и шоссейными дорогами с соседними населенными пунктами.

## Этимология
Получил своё название от одноимённого озера, на берегу которого расположен.

## История
В 1945—1947 гг. было образован поселение при леспромхозе. Для рабочих были созданы бараки, кто-то строил свои дома. В леспромхозе работали репрессированные мужчины, также приезжали репрессированные женщины. Они собирали грибы и живицу.
К 1950-м годам леспромхоз закрыли. Вдоль Белого озера была узкоколейная железная дорога Кыштым — Карабаш, которая закрылась в 1976 году. В 1965 году в посёлке была начальная школа, в которой преподавал 1 учитель. В 1968—1970 гг. школа была закрыта, люди начали уезжать. На их место прибыли дачники, начав использовать освободившиеся земли. Впоследствии было создано садовое товарищество «Белое озеро».

## Население
| 2002 | 2010 |
| ---- | ---- |
| 10   | ↗11  |

В 1995 г. проживало 3 человека, в 2019 году проживало 5 постоянных жителей.

## Инфраструктура
В посёлке отсутствует регулярное транспортное сообщение с Кыштымом. Магазинов нет.

## Фотогалерея

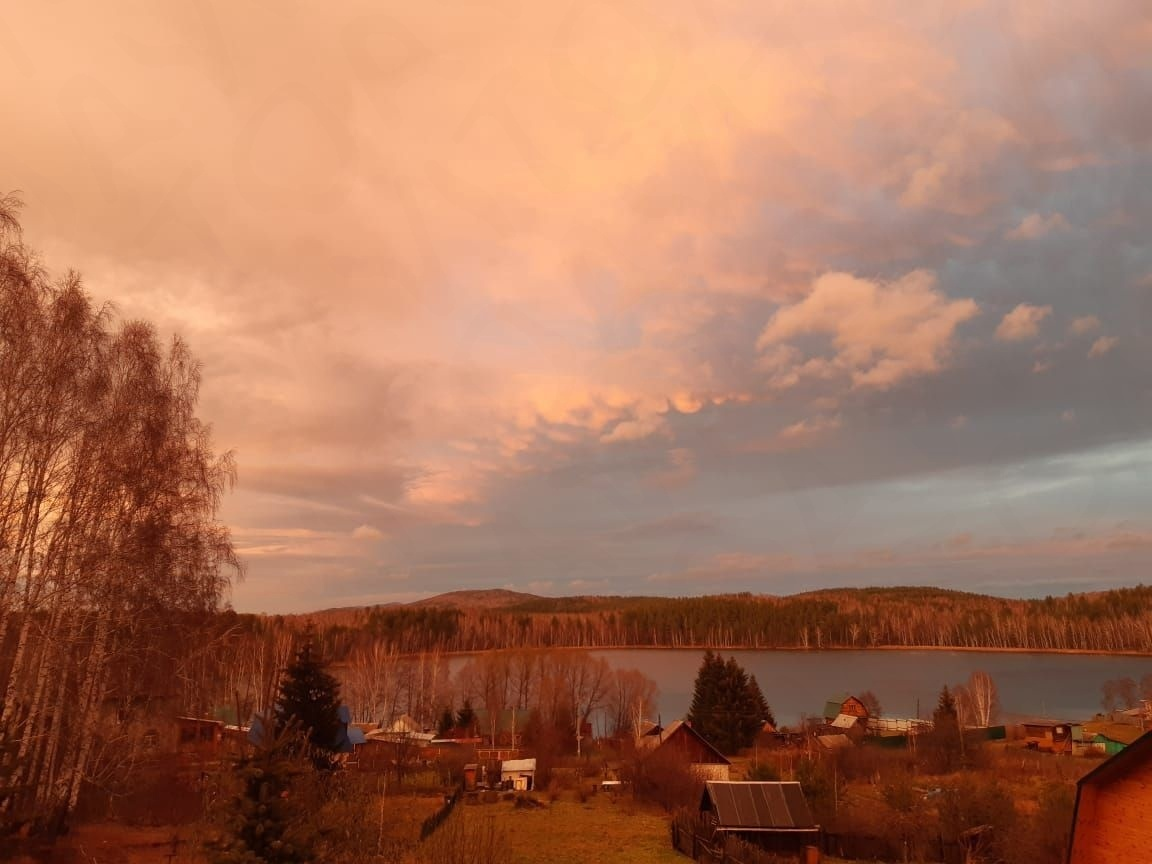
Вид на посёлок Белое Озеро
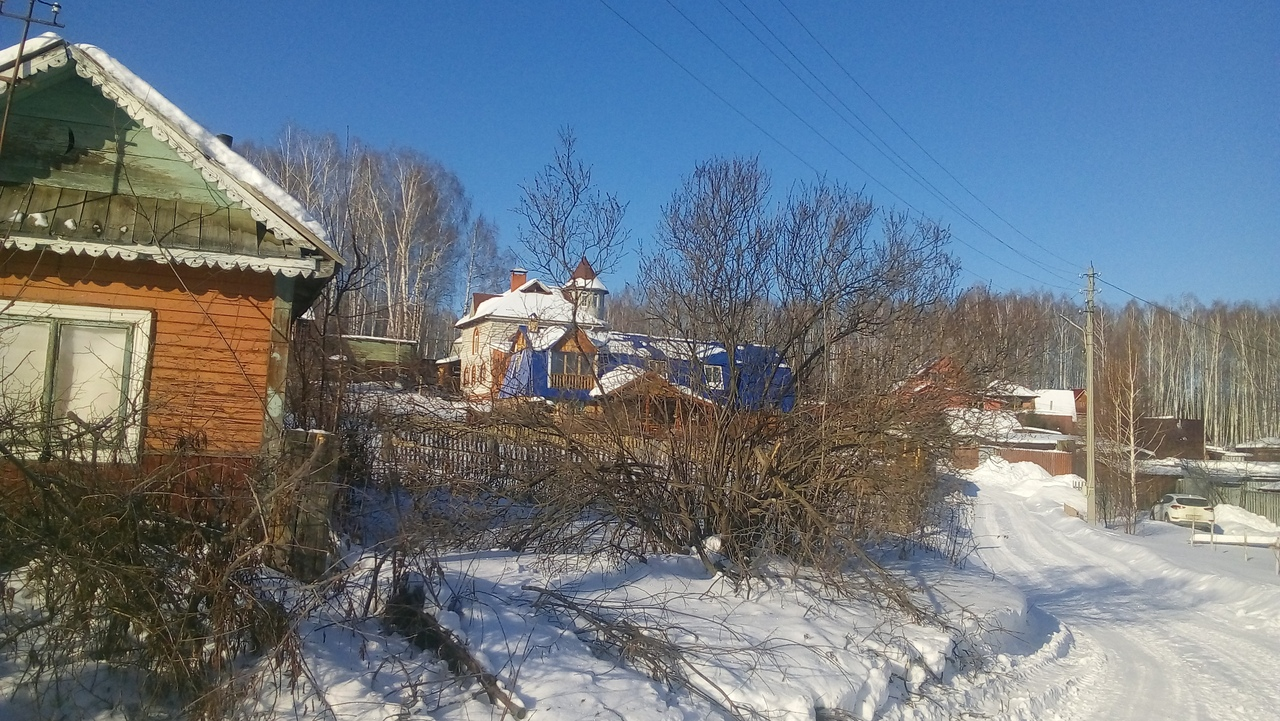
Посёлок зимой
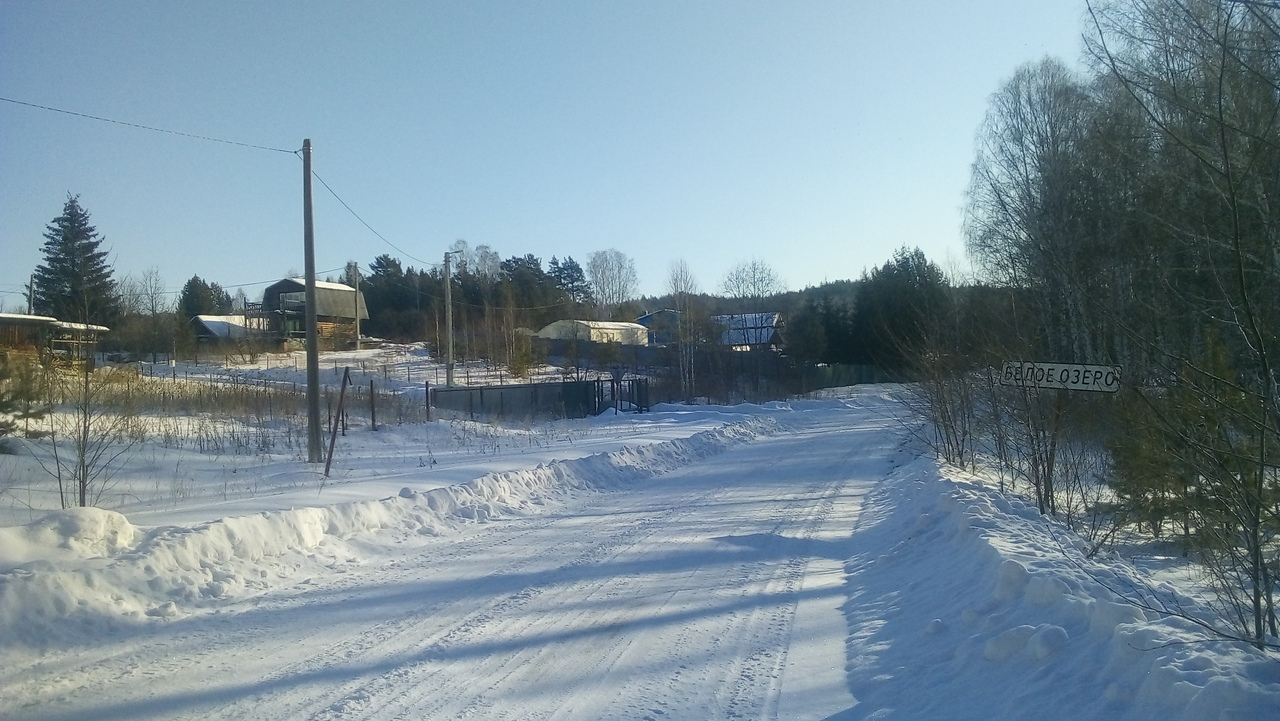
Въезд в посёлок